# Барышников, Александр Георгиевич
Александр Георгиевич Барышников (11 ноября 1948, с. Чля — 15 сентября 2024, Санкт-Петербург) — советский спортсмен, легкоатлет (толкание ядра).
В 1968 году Александр Барышников одержал свою первую крупную победу, выиграв юниорское первенство Советского Союза. С этого момента он попал в поле зрения ведущих тренеров страны. В 1970 году Александр Барышников, завершив учёбу в Хабаровском государственном педагогическом институте на факультете физического воспитания, получил приглашение в знаменитую ленинградскую школу легкоатлетических метаний, которой руководил прославленный тренер Виктор Алексеев.
Впоследствии выступал за общество «Динамо» в Ленинграде.
Его тренер, Виктор Алексеев, разработал новый способ толкания ядра — «круговой мах», используя который Барышников незадолго до Олимпийских игр 1976 года первым в мире преодолел недостижимый ранее рубеж и установил мировой рекорд, толкнув ядро на 22 метра.
В 1976 году на Летних Олимпийских играх в Монреале, Канада, в толкании ядра он завоевал бронзовую медаль, установив в ходе соревнований олимпийский рекорд — 21,32 м. Спустя четыре года на летних Олимпийских играх 1980 в Москве завоевал серебряную медаль.
Бронзовый призёр Чемпионата Европы по лёгкой атлетике 1978 года. Чемпион СССР по толканию ядра 1972, 1973, 1974 и 1978 годов.
Умер 15 сентября 2024 года в Санкт-Петербурге в возрасте 75 лет.
Награждён орденом «Знак Почёта».